# Marga Marga
Tỉnh Marga Marga (tiếng Tây Ban Nha: Provincia de Marga Marga) là một tỉnh của Chile. Tỉnh có diện tích 927.2 km2, dân số theo điều tra năm 2002 là 263420 người. Tỉnh lỵ đóng ở Quilpué. Tỉnh có 3 khu tự quản.